# Govern d'Espanya
El Govern d'Espanya (en castellà: Gobierno de España), també anomenat Govern de la Nació, és l'òrgan constitucional espanyol que dirigeix la política interior i l'exterior, l'Administració civil i militar i la defensa del Regne d'Espanya. Exerceix la funció executiva i la potestat reglamentària d'acord amb la Constitució espanyola i amb les lleis.
La naturalesa jurídica del Govern d'Espanya està determinada per la Constitució Espanyola de 1978 i per la Llei 50/1997, de 27 de novembre, del Govern. La Constitució espanyola preveu al Títol IV l'existència d'aquest òrgan, les seves funcions, la seva composició, així com la designació i el cessament dels seus membres i al Títol V regula la relació entre el Govern i les Corts Generals. La Llei del Govern regula les funcions dels seus membres, del Consell de Ministres i de les Comissions Delegades del Govern, així com preveu la creació dels òrgans de col·laboració i suport del Govern. A més estableix l'Estatut dels membres del Govern, en fixa les normes de funcionament i el control dels seus actes i regula la situació del Govern en funcions.
García Roca (2005, p. 156) comenta que els reglaments establerts durant la Transició "foren pensats per a protegir el Govern i no per a controlar-lo".

## Composició, organització i funcions
El Govern d'Espanya es compon del president, els vicepresidents, en el seu cas, els ministres i els altres membres que estableixi la llei.
Els membres del Govern no exerceixen altres funcions representatives que les pròpies del mandat parlamentari ni qualsevol altra funció pública que no derivi del seu càrrec ni cap activitat professional o mercantil.
Per ser membre del Govern cal ser espanyol, major d'edat, gaudir dels drets de sufragi actiu i passiu, així com no estar inhabilitat per exercir un càrrec públic per sentència judicial ferma i reunir els requisits d'idoneïtat previstos a la legislació que regula l'exercici d'alts càrrecs de l'Administració General de l'Estat.

### El president del Govern
El president dirigeix l'acció del Govern i coordina les funcions dels altres membres d'aquest, sens perjudici de la competència ni de la responsabilitat directa d'aquells en la seva gestió.
El candidat a presidir el Govern és proposat al Congrés dels Diputats pel rei d'Espanya que el nomena i el cessa en els termes previstos per la Constitució. Cada cop que es renova el Congrés, i en els altres casos constitucionals previstos, el rei, prèvia consulta amb els representants designats pels grups polítics amb representació parlamentària i a través del president del Congrés, proposa un candidat a la Presidència del Govern. El candidat proposat exposa davant el Congrés dels Diputats el programa polític del Govern que pretengui formar i demana la confiança de la cambra. Si l'obté mitjançant el vot de la majoria absoluta, el rei el nomena president. Si no l'obté, la mateixa proposta és sotmesa a una nova votació quaranta-vuit hores després de l'anterior i s'entendrà que la confiança és atorgada si obté la majoria simple dels vots. Si una vegada fetes les votacions esmentades no és atorgada la confiança per a la investidura, es tramitaran noves propostes a presidir el Govern. Si després de la primera votació ha transcorregut el termini de dos mesos sense que cap candidat hagués obtingut la confiança del Congrés, el rei dissol les Corts Generals i convoca noves eleccions.
Corresponen al president del Govern les següents funcions:
- Representar el Govern d'Espanya.
- Establir el programa polític del Govern i determinar les directrius de la política interior i exterior i vetllar pel seu compliment.
- Proposar al rei, prèvia deliberació del Consell de Ministres, la dissolució del Congrés, del Senat o de les Corts Generals.
- Plantejar davant el Congrés dels Diputats, prèvia deliberació del Consell de Ministres, la qüestió de confiança.
- Proposar al rei la convocatòria d'un referèndum consultiu, prèvia autorització del Congrés dels Diputats.
- Dirigir la política de defensa i exercir respecte de les Forces Armades les funcions previstes a la legislació reguladora de la defensa nacional i de l'organització militar.
- Convocar, presidir i fixar l'ordre del dia de les reunions del Consell de Ministres.
- Referendar, si és el cas, els actes del rei i sotmetre-li, per la seva sanció, les lleis i altres normes amb rang de llei.
- Interposar el recurs d'inconstitucionalitat.
- Crear, modificar i suprimir els Departaments Ministerials, així com les Secretaries d'Estat. Així mateix li correspon l'aprovació de l'estructura orgànica de la Presidència del Govern.
- Proposar al rei el nomenament i separació dels vicepresidents i dels ministres.
- Resoldre els conflictes d'atribucions que puguin sorgir entre els diferents Ministeris.
- Impartir instruccions a la resta de membres del Govern.
- Exercir les altres atribucions conferides per la Constitució i les lleis.

El president del Govern pot delegar competències pròpies al vicepresident o vicepresidents i als ministres.
En cas de vacant, absència i malaltia, les funcions del president són assumides pels vicepresidents, d'acord amb el seu ordre de prelació, i en defecte pels ministres, segons l'ordre de precedència.

### Els vicepresidents del Govern
Al vicepresident o vicepresidents, si n'hi ha, els correspon l'exercici a l'exercici de les funcions que els encomani el president.
Si un vicepresident assumeix la titularitat d'un Departament Ministerial ostentarà, a més, la condició de ministre.
Els vicepresidents són nomenats i cessats pel rei a proposta del president del Govern.

### Els ministres
Els ministres, com a titulars dels seus Departaments, tenen competència i responsabilitat en l'esfera esfera específica de la seva actuació i els correspon l'exercici de les següents funcions:
- Desenvolupar l'acció de Govern en l'àmbit del seu Departament, de conformitat amb els acords adoptats en Consell de Ministres o amb les directrius del president del Govern.
- Exercir la potestat reglamentària en les matèries pròpies del seu Departament.
- Exercir totes les competències que els atribueixen les lleis, les normes d'organització i funcionament del Govern i qualsevol altra disposició.
- Referendar, si és el cas, els actes del rei en matèria de la seva competència.

A banda dels ministres titulars d'un Departament, poden existir ministres sense cartera, als quals se'ls pot atribuir la responsabilitat de determinades funcions governamentals.
Són nomenats i cessats pel rei a proposta del president del Govern.
Els ministres poden delegar competències pròpies als secretaris d'Estat i als sotssecretaris que depenguin dels seus departaments, als delegats del Govern a les comunitats autònomes i als altres òrgans directius del ministeri.
La suplència dels ministres, per al despatx ordinari dels assumptes de la seva competència, serà determinada pel president del Govern que encarregarà la tasca a un altre membres del Govern.

### El Consell de Ministres
El Consell de Ministres és l'òrgan col·legiat del Govern d'Espanya i li corresponen les següents funcions:
- Aprovar els projectes de llei i la seva remissió al Congrés dels Diputats o, si és el cas, al Senat.
- Aprovar el Projecte de Llei de Pressupostos Generals de l'Estat.
- Aprovar els Reials Decrets-lleis i els Reials Decrets Legislatius.
- Acordar la negociació i la signatura dels tractats internacionals, així com la seva aplicació provisional.
- Remetre els tractats internacionals a les Corts Generals.
- Declarar els estats d'alarma i d'excepció i proposar al Congrés dels Diputats la declaració de l'estat de setge.
- Disposar l'emissió de deute públic o contraure crèdit, quan hagi estat autoritzat per una Llei.
- Aprovar els reglaments per desenvolupar i executar les lleis, previ dictamen del Consell d'Estat, així com la resta de disposicions reglamentàries que procedeixin.
- Crear, modificar i suprimir els òrgans directius dels Departaments Ministerials.
- Adoptar programes, plans i directrius vinculants per a tots els òrgans de l'Administració General de l'Estat.
- Exercir totes les atribucions conferides per la Constitució, les lleis i qualsevol altra disposició.

Les reunions del Consell de Ministres són convocades i presidides pel president del Govern i actua com a secretari el ministre de la Presidència. Les sessions del Consell de Ministres poden tenir caràcter decisori o deliberant i l'ordre del dia és fixat pel president. Poden assistir-hi els secretaris d'Estat i excepcionalment altres alts càrrecs, quan siguin convocats per aquest motiu.
Les deliberacions del Consell de Ministres són secretes.

### Comissions delegades del Govern
Les comissions delegades coordinen l'actuació dels ministeris. En cada comissió els ministres són agrupats segons la competència que ho exigeix. Són òrgans col·legiats del Govern d'Espanya que poden ser creats, modificats i suprimits, a proposta del president del Govern, pel Consell de Ministres que en determinarà els membres del Govern, i si és el cas, els secretaris d'Estat que la integren, les funcions que se li atribueixin, el membre de la comissió que faci de secretari de la mateixa i el règim intern de funcionament i en particular el de convocatòries i suplències.
Correspon a les comissions delegades les següents funcions:
- Examinar les qüestions de caràcter general que tinguin relació amb els diversos departaments ministerials que integren la comissió.
- Estudiar aquells afers que afecten a diversos ministeris i requereixen l'elaboració d'una proposta conjunta prèvia a la seva resolució pel Consell de Ministres.
- Resoldre els assumptes que afecten a més d'un ministeri i no requereixin ser elevats al Consell de Ministres.
- Exercir qualsevol altra atribució que els confereixi l'ordenament jurídic o que els delegui el Consell de Ministres.

Les deliberacions de les comissions delegades del Govern són secretes.

## Els òrgans de col·laboració i suport del Govern

### Els secretaris d'Estat
Els secretaris d'Estat són òrgans superiors de l'Administració General de l'Estat, directament responsables de l'execució de l'acció del Govern en un sector d'activitat específica d'un departament o de la Presidència del Govern.
Actuen sota la direcció del titular del departament al qual pertanyin. Quan estan adscrits a la Presidència del Govern actuen sota la direcció del president.
Les seves competències són les determinades per la Llei d'Organització i Funcionament de l'Administració General de l'Estat.

### La Comissió General de secretaris d'Estat i sotssecretaris.
La Comissió General de secretaris d'Estat i sotssecretaris està integrada pels titulars de les secretaries d'Estat i dels sotssecretaris dels diferents departaments ministerials. Hi poden assistir l'advocat general de l'Estat i aquells alts càrrecs amb rang de secretari d'Estat o sotssecretari que siguin convocats.
La presidència de la Comissió General correspon a un vicepresident del Govern o, al seu defecte, al ministre de la Presidència. En cas d'absència del president de la Comissió, la presidència recau al ministre que correspongui segons l'ordre de precedència dels departaments ministerials.
Les deliberacions de la Comissió General són reservades i no pot adoptar decisions o acords per delegació del Govern.
Correspon a la Comissió General de secretaris d'Estat i sotssecretaris les següents funcions:
- Examinar tots els assumptes que hagin de ser sotmesos a l'aprovació del Consell de Ministres, exceptuant els nomenaments, cessaments, ascensos a qualsevol dels càrrecs de la categoria d'oficial general i aquells que, excepcionalment i per raons d'urgència, hagin de ser sotmesos directament al Consell de Ministres.
- L'anàlisi o discussió d'aquells assumptes que, sense ser competència del Consell de Ministres o de les comissions delegades del Govern, afectin a diversos ministeris i siguin sotmesos a la Comissió General pel seu president.

### El Secretariat del Govern
El Secretariat del Govern és l'òrgan de suport del Consell de Ministres, de les Comissions Delegades i de la Comissió General de secretaris d'Estat i sotssecretaris i exerceix les següents funcions:
- Assistir al ministre-secretari del Consell de Ministres.
- Remetre les convocatòries als diferents membres dels òrgans col·legiats del Govern.
- Col·laborar amb les secretaries tècniques de les comissions delegades del Govern.
- Arxivar i custodiar les convocatòries, ordres del dia i actes de les reunions.
- Vetllar pel compliment dels principis de bona regulació aplicables a les iniciatives normatives i contribuir a la millora de la qualitat tècnica de les disposicions aprovades pel Govern.
- Vetllar per la correcta i fidel publicació de les disposicions i normes emanades del Govern que s'hagin d'insertar al Butlletí Oficial de l'Estat.

A més, com a òrgan d'assistència al ministre de la Presidència, exerceix les següents funcions:
- Els tràmits relatius a la sanció i promulgació reial de les lleis aprovades per les Corts Generals i l'expedició dels Reials Decrets.
- La tramitació dels actes i disposicions del rei que hagin de ser referendats pel president del Govern.
- La tramitació dels actes i disposicions que l'ordenament jurídic atribueix a la competència del president del Govern.
- Proposar al ministre de la Presidència l'aprovació de les instruccions que s'hagin de seguir per la tramitació d'assumptes davant els òrgans col·legiats del Govern.

### Els gabinets
Els gabinets són òrgans de suport polític i tècnic del president del Govern, dels vicepresidents, dels ministres i dels secretaris d'Estat. Els seus integrants realitzen tasques de confiança i assessorament especial i en cap cas poden adoptar actes o resolucions que corresponguin legalment als òrgans de l'Administració General de l'Estat o de les organitzacions que s'hi adscriuen, sens perjudici de la seva assistència o pertinença a òrgans col·legiats que adoptin decisions administratives. Només els directors dels gabinets poden dictar actes administratius propis de la prefectura de la unitat que dirigeixen.

## El Govern en funcions
El Govern cessa després de la celebració d'eleccions generals, en els supòsits de pèrdua de confiança parlamentària previstos a la Constitució o per dimissió o defunció del president del Govern. En aquests casos, el Govern continua en funcions fins a la presa de possessió del nou Govern.
El Govern en funcions facilita el normal desenvolupament del procés de formació del nou Govern i el traspàs de poders al mateix i limita la seva gestió al despatx ordinari dels assumptes públics, abstenint-se d'adoptar, exceptuant els casos d'urgència degudament acreditada o per raons d'interès general justificat, qualsevol altra mesura.
El president del Govern en funcions no pot exercir les següents facultats:
- Proposar al rei la dissolució d'alguna de les cambres o de les Corts Generals.
- Plantejar la qüestió de confiança.
- Proposar al rei la convocatòria d'un referèndum consultiu.

El Govern en funcions no pot exercir les següents facultats:
- Aprovar el Projecte de Llei de Pressupostos Generals de l'Estat.
- Presentar projectes de llei al Congrés dels Diputats o, si és el cas, al Senat.

Les delegacions legislatives atorgades per les Corts Generals queden en suspens durant tot el temps que el Govern està en funcions a conseqüència de la celebració d'eleccions generals.

## El control del Govern

### El control parlamentari
El Govern respon solidàriament de la seva gestió política davant el Congrés dels Diputats i tots els seus actes i omissions estan subjectes al control polític de les Corts Generals.
Les Corts Generals podran requerir la informació que necessitin del Govern i dels seus departaments, així com la presència dels seus membres. A més, els membres del Govern tenen accés a les sessions de les cambres legislatives espanyoles i a les seves comissions i la facultat de fer-s'hi escoltar. El Govern i cadascun dels seus membres resten sotmesos a les interpel·lacions i a les preguntes que els formulin davant les cambres.

### La qüestió de confiança
El president del Govern, prèvia deliberació del Consell de Ministres, pot plantejar davant el Congrés dels Diputats la qüestió de confiança sobre el seu programa o sobre una declaració de política general. Si el Congrés nega la confiança al Govern, aquest presentarà la dimissió al rei. A continuació cal procedir a la designació de president del Govern.

### La moció de censura
El Congrés dels Diputats pot exigir la responsabilitat política del Govern mitjançant l'adopció de la moció de censura que ha d'incloure un candidat a la Presidència del Govern. Si el Congrés adopta una moció de censura, el Govern presentarà la dimissió al rei i s'entendrà que resta investit de la confiança de la cambra el candidat proposat dins la moció.